# 太田瞳
太田 瞳（おおた ひとみ、1980年11月12日 - ）は、秋田県出身のアイドル、タレント、モデル。WOWOWの『天然少女萬NEXT-横浜百夜篇』で活躍した。

## 来歴・人物
- 1999年、芸能事務所NWSに所属。WOWOWの『天然少女萬NEXT-横浜百夜篇』で「亜由美」役を演じた。

## 主な活動

### 映画
- 『世界の終わりという名の雑貨店』（2001年11月17日、松竹、小学館）-「酒井ゆきえ」役。

### テレビドラマ
- 『天然少女萬NEXT-横浜百夜篇』（1999年11月25日、11月26日、WOWOW）-女子高校生「亜由美」役。

### CM
- 『NTTドコモ』「CHASPY」（2001年）

### CD
- 『天然少女EX』 （1999年11月10日 イーストウエスト・ジャパン） - 天然少女EXとしてのアルバム。
SONIC DOVEプロデュース。

### 雑誌
- 東京ニュース通信社『B.L.T.』2000年12月号
- 玄光社『CM NOW』2001年1月・2月号（2000年12月15日）-「2001年期待の新人＆注目のあの人」No.4。